# Alexandra Feracci
Alexandra Feracci, née le 10 octobre 1992 à Ajaccio, est une karatéka française.

## Carrière
Elle est médaillée de bronze en kata individuel aux Championnats d'Europe de karaté 2019 à Guadalajara.
Elle est médaillée de bronze en kata par équipes aux championnats d'Europe 2022 à Gaziantep.
Elle est médaillée d'argent en kata individuel au Championnat de France 2024 à Lille.

## Famille
Elle est la sœur de la karatéka Lætitia Feracci.